# Ток смещения (электродинамика)
Ток смещения, или абсорбционный ток, — величина, прямо пропорциональная скорости изменения электрической индукции. Это понятие используется в классической электродинамике. Введено Дж. К. Максвеллом при построении теории электромагнитного поля.
Введение тока смещения позволило устранить противоречие в формуле Ампера для циркуляции магнитного поля, которая после добавления туда тока смещения стала непротиворечивой и составила последнее уравнение, позволившее корректно замкнуть систему уравнений (классической) электродинамики.
Существование тока смещения также следует из закона сохранения электрического заряда.
Строго говоря, ток смещения не является электрическим током, но измеряется в тех же единицах, что и электрический ток.

## Точная формулировка
В вакууме, а также в любом веществе, в котором можно пренебречь поляризацией либо скоростью её изменения, током смещения {\displaystyle J_{D}} (с точностью до универсального постоянного коэффициента) называется поток вектора скорости изменения электрического поля {\displaystyle \partial \mathbf {E} /\partial t} через некоторую поверхность {\displaystyle s}:
{\displaystyle J_{D}=\varepsilon _{0}\int _{s}{\frac {\partial \mathbf {E} }{\partial t}}\cdot \mathbf {ds} } (СИ)
{\displaystyle J_{D}={\frac {1}{4\pi }}\int _{s}{\frac {\partial \mathbf {E} }{\partial t}}\cdot \mathbf {ds} } (СГС)
В диэлектриках (и во всех веществах, где нельзя пренебречь изменением поляризации) используется следующее определение:
{\displaystyle J_{D}=\int _{s}{\frac {\partial \mathbf {D} }{\partial t}}\cdot \mathbf {ds} } (СИ)
{\displaystyle J_{D}={\frac {1}{4\pi }}\int _{s}{\frac {\partial \mathbf {D} }{\partial t}}\cdot \mathbf {ds} } (СГС),
где D — вектор электрической индукции (исторически вектор D назывался электрическим смещением, отсюда и название «ток смещения»)
Соответственно, плотностью тока смещения в вакууме называется величина
{\displaystyle \mathbf {j_{D}} =\varepsilon _{0}{\frac {\partial \mathbf {E} }{\partial t}}} (СИ)
{\displaystyle \mathbf {j_{D}} ={\frac {1}{4\pi }}{\frac {\partial \mathbf {E} }{\partial t}}} (СГС)
а в диэлектриках — величина
{\displaystyle \mathbf {j_{D}} ={\frac {\partial \mathbf {D} }{\partial t}}} (СИ)
{\displaystyle \mathbf {j_{D}} ={\frac {1}{4\pi }}{\frac {\partial \mathbf {D} }{\partial t}}} (СГС)
В некоторых книгах плотность тока смещения называется просто «током смещения».

## Ток смещения и ток проводимости
В природе можно выделить два вида токов: ток связанных зарядов и ток проводимости.
Ток связанных зарядов — это перемещение средних положений связанных электронов и ядер, составляющих молекулу, относительно центра молекулы.
Ток проводимости — это направленное движение на большие расстояния свободных зарядов (например, ионов или свободных электронов). В случае, если этот ток идёт не в веществе, а в свободном пространстве, нередко вместо термина «ток проводимости» употребляют термин «ток переноса». Иначе говоря, ток переноса или ток конвекции обусловлен переносом электрических зарядов в свободном пространстве заряженными частицами или телами под действием электрического поля.
Во времена Максвелла ток проводимости мог быть экспериментально зарегистрирован и измерен (например, амперметром, индикаторной лампой), тогда как движение связанных зарядов внутри диэлектриков могло быть лишь косвенно оценено.
Сумма тока связанных зарядов и быстроты изменения потока электрического поля была названа током смещения в диэлектриках.
При разрыве цепи постоянного тока и включении в неё конденсатора ток в разомкнутом контуре отсутствует. При питании такого разомкнутого контура от источника переменного напряжения в нём регистрируется переменный ток (при достаточно высокой частоте и ёмкости конденсатора загорается лампа, включённая последовательно с конденсатором). Для описания «прохождения» переменного тока через конденсатор (разрыв по постоянному току) Максвелл ввёл понятие тока смещения.
Ток смещения существует и в проводниках, по которым течёт переменный ток проводимости, однако в данном случае он пренебрежимо мал по сравнению с током проводимости. Наличие токов смещения подтверждено экспериментально русским физиком А. А. Эйхенвальдом, изучившим магнитное поле тока поляризации, который является частью тока смещения. В общем случае, токи проводимости и смещения в пространстве не разделены, они находятся в одном и том же объеме. Поэтому Максвелл ввёл понятие полного тока, равного сумме токов проводимости (а также конвекционных токов) и смещения. Плотность полного тока:
{\displaystyle \mathbf {j} _{\Sigma }=\mathbf {j} +\mathbf {j} _{D}=\mathbf {j} +{\frac {\partial \mathbf {D} }{\partial t}},}
где j — плотность тока проводимости, jD — плотность тока смещения.
В диэлектрике (например, в диэлектрике конденсатора) и в вакууме нет токов проводимости. Поэтому в этом частном случае приведенная выше формула Максвелла сводится к:
{\displaystyle \mathbf {j} _{\Sigma }=\mathbf {j} _{D}={\frac {\partial \mathbf {D} }{\partial t}}}